# Monetazione ellenistica
Per monetazione ellenistica si intende la produzione monetaria emessa dagli stati di cultura greca dopo le guerre di Alessandro Magno
L'ellenismo fu caratterizzato dalla diffusione della cultura greca in grande parte del mondo allora conosciuto. Regni di lingua greca furono stabiliti in Egitto, Siria e per un certo tempo anche in Iran e nell'attuale Afghanistan. Mercanti greci diffusero le monete greche in questi ampi territori e i nuovi regni iniziarono presto a produrre le loro monete.
Poiché questi regni erano molto più grandi e ricchi delle vecchie città-stato del periodo classico, le monete furono prodotte in quantità enormemente maggiori, di maggiori dimensioni e più frequentemente anche in oro.  Tuttavia spesso mancava loro il senso estetico delle monete del periodo precedente.
Comunque alcune delle monete greco-bactriane e quelle dei loro successori in India, le monete indo-greche, sono considerate tra i migliori esempi dell'arte numismatica greca con una “raffinata miscela di realismo e idealizzazione”, comprese le più grandi monete emesse nel mondo ellenistico: la più grande moneta d'oro fu battuta da Eucratide (che ha regnato dal 171 al 145 a.C.) e la più grande moneta d'argento dal re indo-greco Aminta (che ha regnato dal 95 al 90 a.C.). I ritratti "mostrano un grado di individualità che non ebbe mai riscontro nelle rappresentazioni spesso insipide dei re loro contemporanei che si trovavano più ad occidente" (Roger Ling, "Greece and the Hellenistic World").
La nuova caratteristica più evidente delle monete ellenistiche è l'uso di ritratti di persone viventi, più precisamente dei re stessi. 
Questa pratica era già iniziata in Sicilia, ma era stata disapprovata dagli altri greci perché era segno di hybris, (orgoglio). Ma i Tolomei dell'Egitto ed i Seleucidi della Siria non avevano questo tipo di scrupoli ed emisero magnifiche monete d'oro ornate con i loro ritratti e con i simboli del loro stato sul rovescio.  Anche i nomi dei re furono frequentemente scritti sulle monete. Questa prassi ha fissato uno schema che è arrivato fino a noi: il ritratto del re, in genere di profilo e in posa eroica, al dritto con il nome accanto e lo stemma o altri simboli dello stato al rovescio.

## Galleria d'immagini

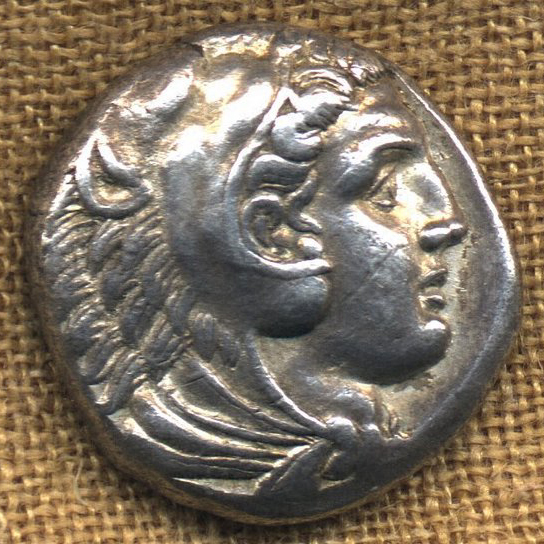
Tetradrachma di Alessandro Magno (336-325 a.C.) con testa di leone

### Bactria

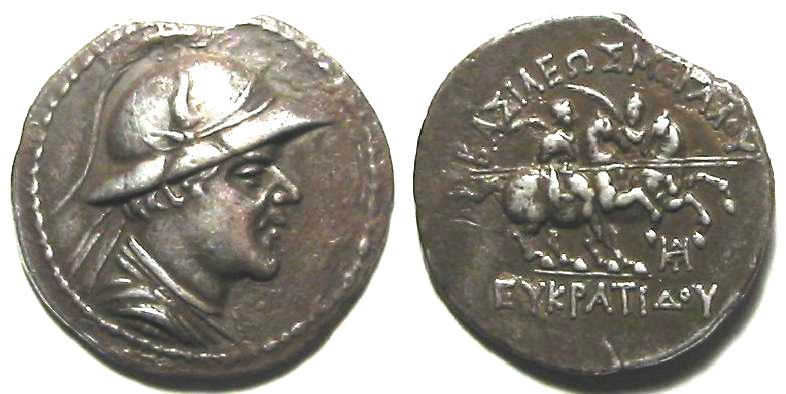
O// Testa elmata di Eucratide I dx. R// ΒΑΣΙΛΕΩΣ ΜΕΓΑΛΟΥ Dioscuri a cavallo, ΕΥΚΡΑΤΙΔΟΥ in ex
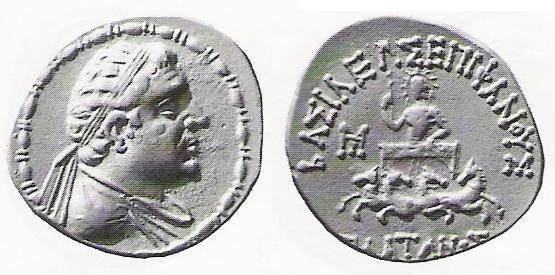
O// Busto di Platone con diadema dx. R//: Helios, su quadriga. ΒΑΣΙΛΕΩΣ ΕΠΙΦΑΝΟΥΣ ΠΛΑΤΩΝΟΣ

### Monetazione seleucide

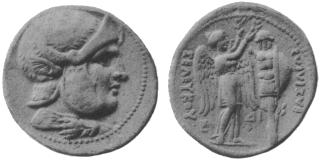
Seleuco I (Nicator), 312-280 a.C., fondatore della dinastia.
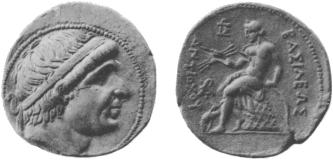
Antioco I (Soter). (281–261 a.C.) Argento. O// Antioco I. R//ΑΝΤΙΟΧΟΥ Apollo, nudo, seduto su omphalos, che serra frecce ΒΑΣΙΛΕΩΣ
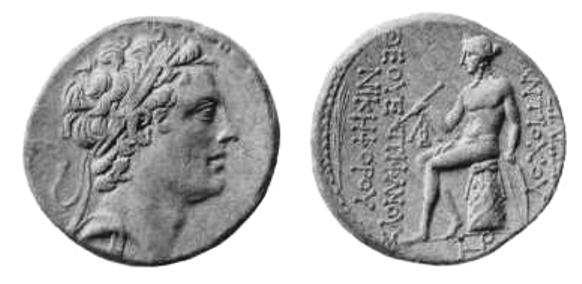
O// Antioco IV (Epiphanes). (175–164 a.C.) R// ΘΕΟΥ ΕΠΙΦΑΝΟΥΣ ΝΙΚΗΦΟΡΟΥ Zeus Nikeforo, ΒΑΣΙΛΕΩΣ ΑΝΤΙΟΧΟΥ
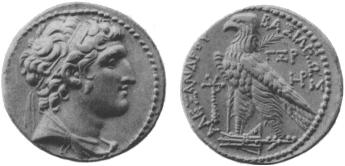
O// busto di Alessandro Balas dx. (154–145 a.C.) R// ΒΑΣΙΛΕΩΣ ΑΛΕΞΑΝΔΡΟΥ, Aquila su prua di nave, palmette e data (Γ&Csi;Ρ) . (150 – 149 a.C.).